# Campochiaro
Campochiaro község (comune) Olaszország Molise régiójában, Campobasso megyében.

## Fekvése
A megye délnyugati részén fekszik. Határai: Castello del Matese, Colle d’Anchise, Guardiaregia, Piedimonte Matese, San Gregorio Matese, San Polo Matese és Vinchiaturo.

## Története
A település középkori alapítású, habár a régészeti leletek arra utalnak, hogy az ókorban italicus törzsek már laktak területén. Neve a latin campus clarus-ból származik utalva földrajzi helyzetére: egy kis síkságon fekszik. Az egyetlen település, amelyet XIV. Lajos botanikusa, Joseph Pitton de Tournefort is megemlít a Matese-hegységben tett utazásának leírásában. A 19. században nyerte el önállóságát, amikor a Nápolyi Királyságban felszámolták a feudalizmust.

## Népessége
A népesség számának alakulása:

## Főbb látnivalói
- La Rocca (középkori erőd maradványai)
- Santa Maria Assunta-templom